# NGC 4963
NGC 4963 (другие обозначения — UGC 8190, MCG 7-27-30, ZWG 217.10, IRAS13035+4159, PGC 45315) — галактика в созвездии Гончие Псы.
Этот объект входит в число перечисленных в оригинальной редакции «Нового общего каталога».
В галактике вспыхнула сверхновая SN 2005mb типа II, её пиковая видимая звездная величина составила 19,3.